# Friedhofskapelle St. Michael (Weil der Stadt)

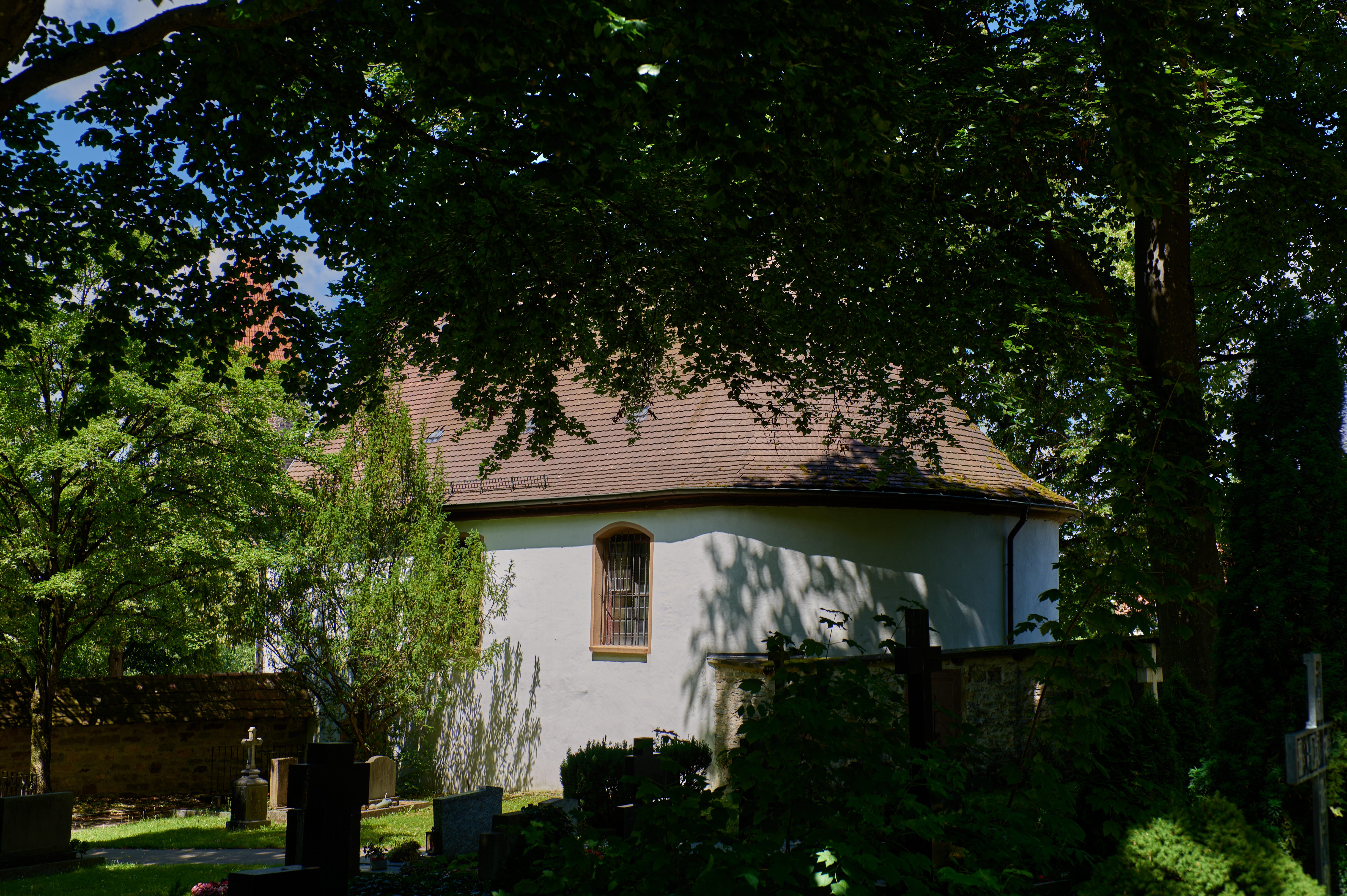
Friedhofskapelle St. Michael in Weil der Stadt

Die römisch-katholische Friedhofskapelle St. Michael steht jenseits der Würm in Weil der Stadt im Landkreis Böblingen in Baden-Württemberg. Das Bauwerk ist beim Landesamt für Denkmalpflege Baden-Württemberg als Baudenkmal eingetragen. Sie gehört zur Diözese Rottenburg-Stuttgart. Namensgeber ist der Erzengel Michael.

## Beschreibung
Die Kapelle wurde 1735/39 erbaut. Die Saalkirche besteht aus einem Langhaus mir halbrunden Abschluss im Osten. Aus dem Dach erhebt sich im Westen ein offener, mit einer Glockenhaube bedeckter Dachreiter, in dem eine kleine Kirchenglocke hängt.
Zur Kirchenausstattung gehört ein barocker Altar, der von Statuen flankiert wird, unter anderem von der des Erzengels Michael, die von Heinrich Karl Amrein stammen.